# İdmanocağı Spor Kulübü
L'İdmanocağı Spor Kulübü è una società polisportiva con sede a Trebisonda in Turchia.
I colori sociali del club sono il giallo-rosso.
La polisportiva è attiva nei seguenti sport:
- calcio, con una squadra maschile[1] e una femminile[2]
- pallacanestro, con una squadra maschile[3]
- pallavolo, con una squadra femminile[4]

## Storia
Il Trabzon İdmanocağı è stata la prima societa polisportiva professionistica della città di Trebisonda.
Il club è stato fondato il 20 gennaio 1921 da un gruppo di giovani di Trebisonda.
Dalla metà degli anni '60, con la fondazione del Trabzonspor, la società ha avuto una fase di declino che l'ha portata a diventare una società amatoriale.

## Sezione calcio
Fondato nel 1921, il club milita nella Amatör Futbol Ligleri.

### Stadio
Il club gioca le gare casalinghe allo stadio Yavuz Selim Stadı, che ha una capacità di 1820 posti a sedere.

### Palmarès
- "Trabzon League":

1922, 1923, 1925-1926, 1929-1930, 1930-1931, 1931-1932, 1932-1933, 1933-1934, 1948-1949, 1949-1950, 1953-1954, 1957-1958, 1958-1959, 1959-1960, 1960-1961, 1961-1962, 1962-1963, 1964-1965